# Canepina
Canepina è un comune italiano di 2 903 abitanti della provincia di Viterbo nel Lazio.
Il nome Canepina deriva dalla parola canapa: non a caso, ancora nel XVII secolo, il paese era soltanto una vasta piantagione di canapa. Da qui nacque il nome Canapina poi divenuto nel secolo successivo Canepina.

## Geografia fisica

### Territorio
Canepina si trova sul lato meridionale del Monte Cimino, la vetta più alta dei Cimini.
Il territorio è caratterizzato da un andamento collinare-montuoso. Il suolo è prevalentemente ricoperto da coltivazioni di castagno da frutto, anche se non mancano le coltivazioni di nocciole e di olivi. Altra caratteristica del territorio è la presenza di molti corsi d'acqua, tra cui si ricorda il fosso Ripa, che attraversa tutto il paese passando sotto le strade comunali.
Gran parte delle vie della città è pavimentata con lastre di rocce basaltiche.

### Clima
- Classificazione climatica: zona E, 2309 GR/G

## Storia
Intorno alla metà dell'XI secolo, la potente famiglia dei Prefetti di Vico, fa costruire nella zona un castello su un'altura, un dirupo allora inaccessibile, per vigilare, specialmente con la sua torre d'oriente, sulla piana del Tevere, da dove si temevano attacchi offensivi. Intorno, isolati, vivevano accampati ai margini della intricata Selva Cimina, pastori e contadini. Nel 1154 il castello viene acquistato, da Adriano IV divenendo così patrimonio di S. Pietro. Il terreno ricco di acque, che scorrevano in ruscelli e si diramavano anche in una moltitudine di rivoli, favoriva la coltivazione della canapa. Dal 1174 Canepina e il suo castello passarono sotto il dominio di Viterbo, che li donó nel 1332 alla Santa Sede. Nel 1544 il castello entró a far parte del nuovo stato (Ducato di Castro), che Paolo III aveva creato sette anni prima e vi rimase fino al 1649.
Il 5 giugno 1944 Canepina subì un bombardamento aereo dalle forze alleate intente a bloccare i tedeschi in ritirata, ma gli americani sbagliarono bersaglio e colpirono il centro abitato invece che un ponte; morirono 115 persone.

## Monumenti e luoghi d'interesse

### Architetture religiose
- Chiesa collegiata di Santa Maria Assunta: chiesa principale del paese, costruita nel medioevo ma rimaneggiata nel XV-XVI secolo;
- Chiesa di San Michele Arcangelo: adiacente al museo. La chiesa fu ricostruita per volontà del priore Angelo Menicucci, a partire dal 1582 e fu consacrata nel 1627. In essa è una pala con l'Adorazione dei pastori del fiorentino Pompeo Caccini, eseguita nel 1620. La tela, commissionata da Attilio de Nicolai, facoltoso mercante originario di Canepina, ritratto nella tela e sepolto nella stessa chiesa, mostra uno stile cigolesco, con riferimenti anche a Cristofano Allori.[6]
- Chiesa di Santa Corona: chiesa dedicata alla patrona del paese; attesta dal 1200[7]
- Chiesa della Madonna delle Grazie: piccola chiesetta risalente al periodo rinascimentale addossata a uno scosceso pendio;
- Chiesa di San Giuseppe;

### Architetture civili

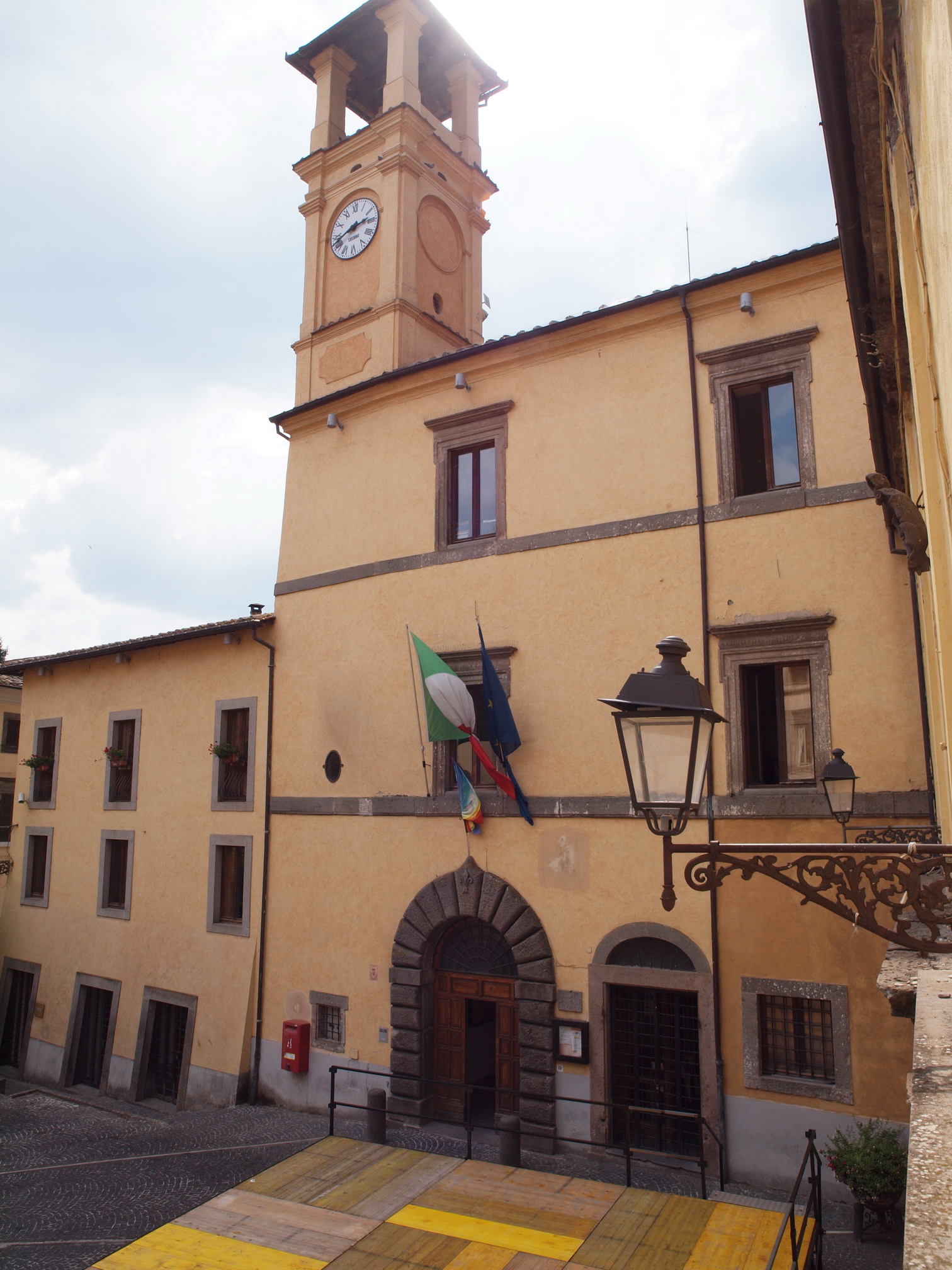
Palazzo Farnese

- Palazzo Farnese: eretto nel XVI secolo e attualmente sede degli uffici comunali, in piazza Garibaldi.

### Architetture militari

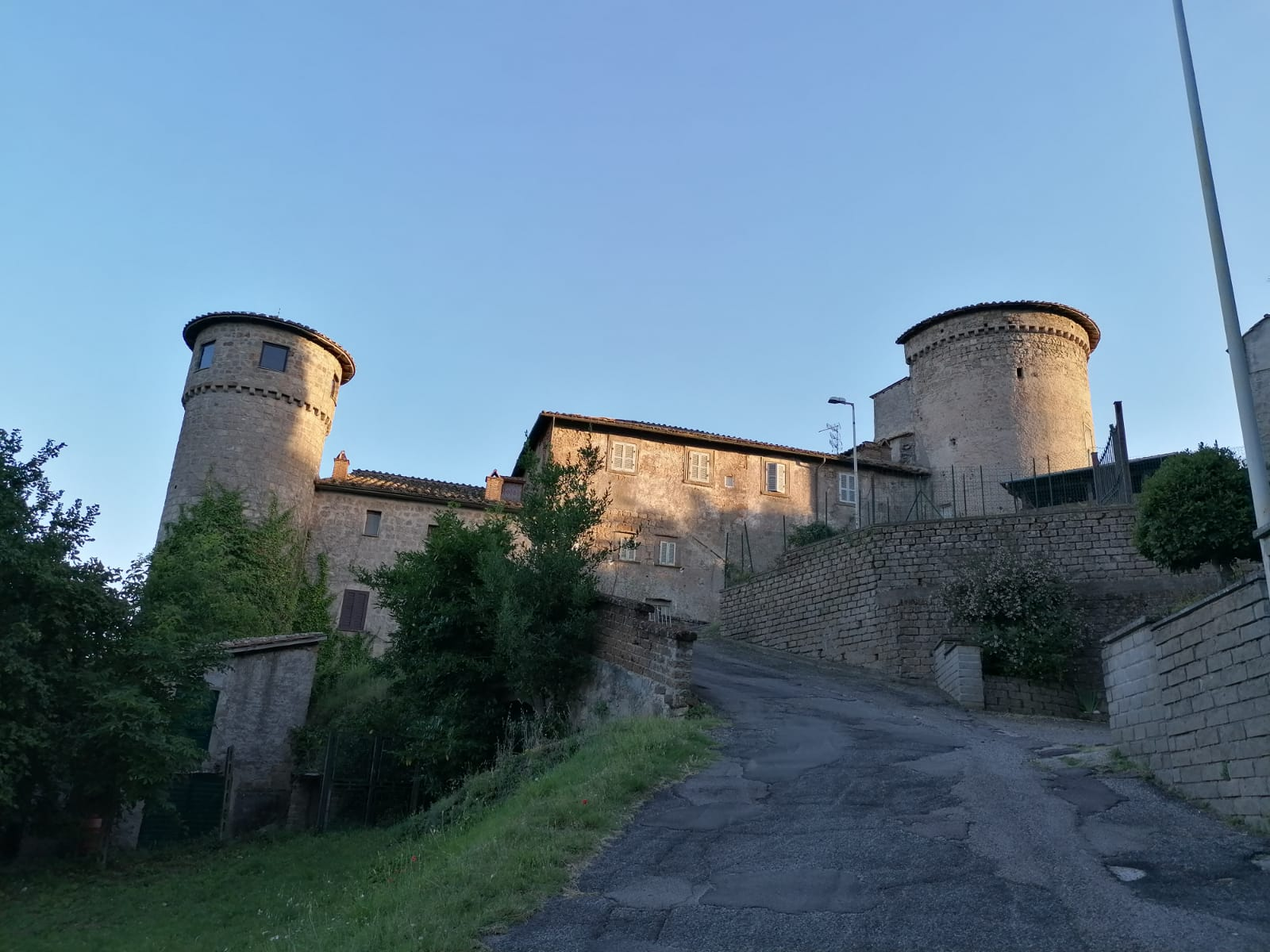
Castello Anguillara

- Castello Anguillara;

### Aree archeologiche
Nella valle del Rio Francina, nei pressi del fiume Arcella, è presente un antico Santuario delle Acque, risalente al I-II sec. d.C., costituito da tre grossi massi di roccia vulcanica, dedicato alla Bona Dea.

## Società

### Evoluzione demografica
Abitanti censiti

### Lingue e dialetti
Il dialetto parlato nel territorio del comune è il canepinese, dialetto piuttosto particolare, dal quale è nato nel 2014 il Vocabolario del dialetto canepinese.

### Tradizioni e folclore
Vecchi racconti tramandati e qualche testimonianza di scrittori come Luigi Pirandello abitante del confinante paese Soriano nel Cimino, attestano il passaggio di Dante Alighieri sul territorio di Canepina, più precisamente in località Selva Luce, dove la leggenda vuole che si sia ispirato per la scrittura del Canto Primo della Divina Commedia e soprattutto per la descrizione della "Selva Oscura", luogo che somiglia molto a questa parte all'estremità del paese di Canepina.
Festività
- 17 gennaio: festa di Sant'Antonio Abate;
- 14 maggio: festa di Santa Corona, patrona del paese;

## Cultura

### Istruzione

#### Musei
- Museo delle tradizioni popolari: situato nei locali dell’ex convento dei Carmelitani ospita numerosi oggetti dell’antica tradizione;

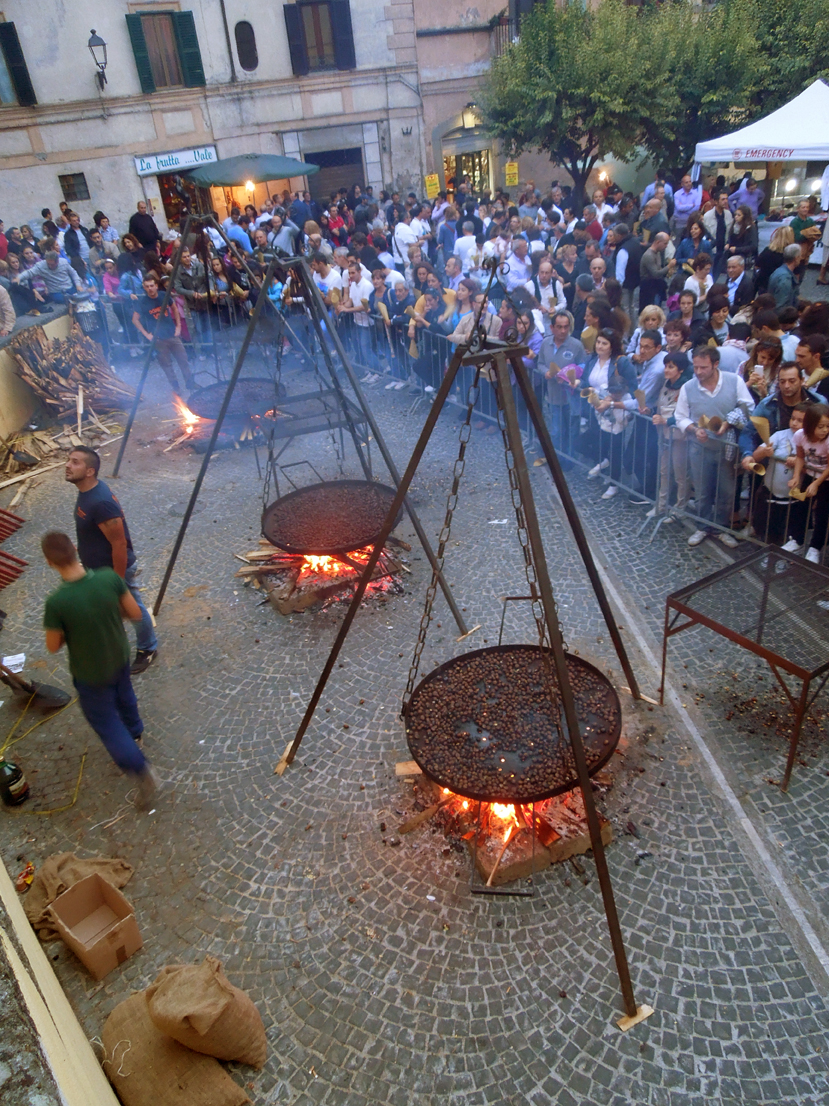
Giornate della castagna

### Cucina
Le specialità culinarie tipiche della zona sono i "maccheroni canepinesi" e i ceciliani. Negli anni '90 invalse l'usanza di denominare i maccheroni come "fieno", ma tale appellativo è da ritenersi moderno e contaminante la denominazione originaria.

### Eventi
- Ultime tre domeniche del mese di ottobre: le giornate della Castagna e l'albero della cuccagna.

## Economia
Di seguito la tabella storica elaborata dall'Istat a tema Unità locali, intesa come numero di imprese attive, ed addetti, intesi come numero addetti delle unità locali delle imprese attive (valori medi annui).
|          | 2015                  |                              |                            |                |                       |                     | 2014                  |                | 2013                  |                |
| -------- | --------------------- | ---------------------------- | -------------------------- | -------------- | --------------------- | ------------------- | --------------------- | -------------- | --------------------- | -------------- |
|          | Numero imprese attive | % Provinciale Imprese attive | % Regionale Imprese attive | Numero addetti | % Provinciale Addetti | % Regionale Addetti | Numero imprese attive | Numero addetti | Numero imprese attive | Numero addetti |
| Canepina | 237                   | 1,01%                        | 0,05%                      | 383            | 0,64%                 | 0,02%               | 242                   | 401            | 245                   | 411            |
| Viterbo  | 23.371                |                              | 5,13%                      | 59.399         |                       | 3,86%               | 23.658                | 59.741         | 24.131                | 61.493         |
| Lazio    | 455.591               |                              |                            | 1.539.359      |                       |                     | 457.686               | 1.510.459      | 464.094               | 1.525.471      |

Nel 2015 le 237 imprese operanti nel territorio comunale, che rappresentavano l'1,01% del totale provinciale (23.371 imprese attive), hanno occupato 383 addetti, lo 0,64% del dato provinciale (59.399 addetti); in media, ogni impresa nel 2015 ha occupato una persona (1,62).

### Artigianato
Tra le attività economiche più tradizionali vi sono quelle artigianali, come l'arte del legno, finalizzata al settore dell'arredamento, e in particolar modo alla produzione di botti di legno di castagno, pasta fatta a mano fieno canepinese e ciciliani al ferro.

## Infrastrutture e trasporti

### Ferrovie
Canepina non ha una stazione ferroviaria propria (Vallerano-Canepina) sulla ferrovia in concessione Roma-Civita Castellana-Viterbo. La stazione si trova ai piedi del paese di Vallerano, quindi a una distanza dal centro abitato di 3 chilometri in linea d'aria. Inoltre il paese è collegato alle zone limitrofe con bus regionali.

### Strade
Canepina è collegata tramite la strada provinciale 25 Canepinese, a Vallerano e Vignanello e attraverso la strada provinciale 1 "Cimina" a Viterbo.

## Amministrazione
Nel 1927, a seguito del riordino delle circoscrizioni provinciali stabilito dal regio decreto n. 1 del 2 gennaio 1927, quando venne istituita la provincia di Viterbo, Canepina passò dalla provincia di Roma a quella di Viterbo.

### Gemellaggi
- Laragne-Montéglin

### Altre informazioni amministrative
Canepina fa parte della Comunità Montana Cimini.

## Sport

### Calcio
La squadra di calcio del paese è l'A.S.D. Atletico Cimina, che milita nel girone A di Prima Categoria laziale.